# Association des victimes du terrorisme (Espagne)
L’Association des victimes du terrorisme (en espagnol : Asociación Víctimas del Terrorismo, AVT) est une association espagnole fondée en 1981.

## Description
Elle rassemble les victimes et leurs proches des attentats d'Euskadi ta Askatasuna (ETA), des Groupes de résistance antifasciste du premier octobre (Grapo), de Terra Lliure, du Front révolutionnaire antifasciste et patriote (Frap) et du terrorisme islamiste.